# Sanitaspark

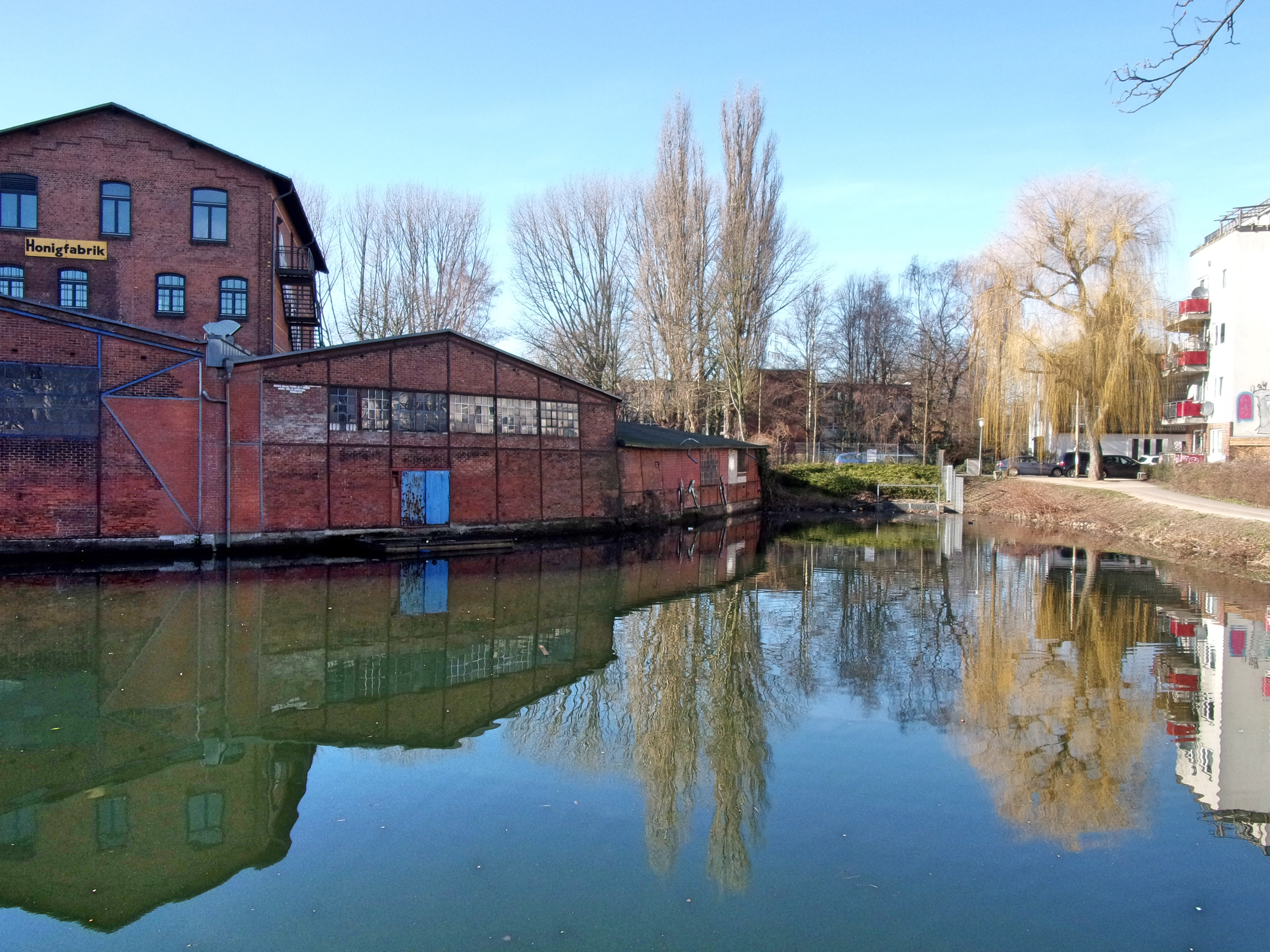
Der Sanitaspark gegenüber der Honigfabrik am Veringkanal

Der Sanitaspark ist eine Grünanlage mit Spielplatz und integrierter Kindertagesstätte am nördlichen Ende des Veringkanals im Stadtteil Wilhelmsburg im Bezirk Hamburg-Mitte.

## Lage
Der Park befindet sich auf ehemaligem Industriegelände zwischen der Industriestraße, der Fährstraße und der Sanitasstraße am nördlichen Ende des Veringkanals im Reiherstiegviertel in Wilhelmsburg.

## Historie
Der Veringkanal entstand im Jahr 1894 aus einem ehemaligen Entwässerungsgraben. Namensgebend war Hermann Vering, der mit seinem Bruder Carl ein Bauunternehmen führte und am Bau einiger Hafenbecken in Hamburg beteiligt war. Die Brüder waren nicht nur Ingenieure, sondern auch Investoren und so wurden nach Bau und Fertigstellung des Kanals ehemalige Brachflächen an Industriebetriebe verkauft. Das heutige Gebäude der Honigfabrik gilt als eines der ersten, das dort errichtet wurde. Es wurde im Jahr 1906 im Auftrag der Firma Mohr aus Altona als Margarinefabrik erbaut und ist heute Kultur- und Veranstaltungszentrum mit vielen weiteren Projekten. Die Bezeichnung Honigfabrik stammt von der Honigfirma Gieseke, die nach dem letzten Krieg die Gebäude und Werkhallen nutzten und 1977 nach Bremen wechselten.
Auf dem Gelände des heutigen Sanitasparks befand sich die Sanitas AG, Namensgeber der benachbarten Sanitasstraße – eine Firma zur Herstellung von Toiletten- und Waschbecken für Luxusliner und weiteren Hygiene-Artikeln. An der Nordspitze des Kanals befand sich eine große Hartholzhandlung, die 1985 abbrannte. Anschließend zog eine Kindertagesstätte auf das Gelände und auf der restlichen Fläche wurde erstmals ein kleiner Spielplatz angelegt.

## Vom Industriestandort zum Park

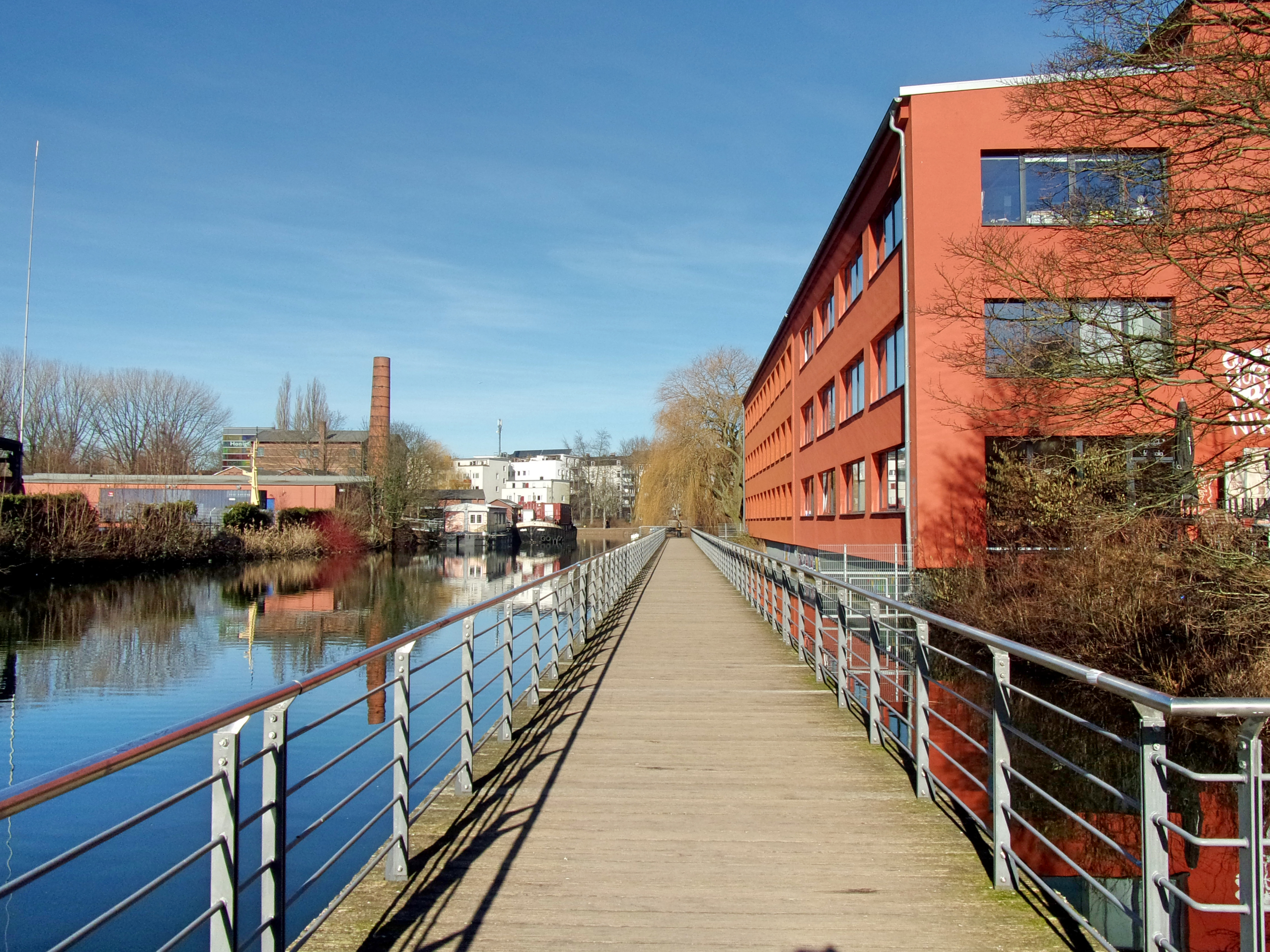
Verbindungssteg am Veringkanal zwischen dem Dursun Akçam-Ufer und dem Sanitaspark

Der heutige Park ist Teil des landschaftsplanerischen Gesamtkonzeptes Grünzug Veringkanal. Am Ostufer sollten Flächen den Bewohnern und Nutzern des Stadtteils zur Verfügung stehen und Zugänge zum Wasser geschaffen und bei Bedarf neu gestaltet werden. Zum Konzept gehörte auch eine Verbindung der ehemals namenlosen Grünfläche des heutigen Parks zum benachbarten Dursun-Akçam-Ufer direkt am Kanal entlang und das Impulsprojekt Steg am Veringkanal entstand. Im Jahr 2005 wurden Bewohner und Nutzer des Stadtteils befragt und konnten sich an der Gestaltung der Grünfläche beteiligen. Kinder im Alter von 8 bis 13 Jahren der „Kinderkultur Honigfabrik“ wurden gesondert befragt und konnten auch ihre Wünsche bezüglich des Spielplatzes äußern. So entstand die Idee für einen Stadtteilpark mit Spielplatz, Ruhezonen und einem Steg entlang des Kanals für die künftigen Parkbesucher. Ein Landschaftsplanungsbüro entwickelte 2005 ein Konzept und die Umgestaltung begann. Für den Namen des künftigen Parks konnte der Ortsausschuss Wilhelmsburg aus fünf Vorschlägen der engeren Wahl abstimmen. Am 15. Juli 2006 wurde der Park feierlich auf den Namen Sanitaspark getauft und der Park mit einem Stadtteilfest eingeweiht.

## Aufteilung und Ausstattung
Der Park verfügt über mehrere Zugänge: an der Nordseite der Industriestraße, an der Sanitasstraße neben der Kindertagesstätte, über die Straße Am Veringhof und über den 2006 neu gebauten Steg am Veringkanal. Durch Neubau des nachts beleuchteten Stegs um ein bestehendes Gebäude wurde eine wasserseitige Lücke des Spazier- und Radweges entlang des Veringkanals zwischen Park und Dursun-Akçam-Ufer geschlossen. Die im Geländer integrierte Beleuchtung des Stegs ist nicht nur Blickfang, sondern sorgt auch besonders bei Radlern im Dunkeln für Sicherheit. An beiden Seiten des Stegs befinden sich Sitzbänke mit Blick auf den Kanal. Zentraler Punkt des Parks ist die große Wiese. Bei der Gestaltung des Kleinkinderspielbereichs wurde besonders auf einen maritimen Bezug zum Wasser Wert gelegt. In der großen Sandkiste wurden hellblaue Kletterhügel in Wellenform, teilweise mit integrierter Rutsche und Seilen platziert, dazwischen befinden sich große Hölzer – optisch an Treibholz angelehnt – zum Klettern und Balancieren, außerdem ein Bug mit Mastkorb zum Klettern, Schaukel, Rutsche und Wackeltieren. Für Größere gibt es ein großes Kletternetz, eine Kletterwand, eine größere Rutsche und eine Drehscheibe. Ein beleuchtetes Multifunktionssportfeld befindet sich gegenüber dem Steg. An den Wegen befinden sich zahlreiche Bänke im gepflegten Zustand. Die große Wiese bietet zahlreiche Möglichkeiten für Sport- und Freizeitaktivitäten oder einfach nur zum Liegen oder Picknicken.

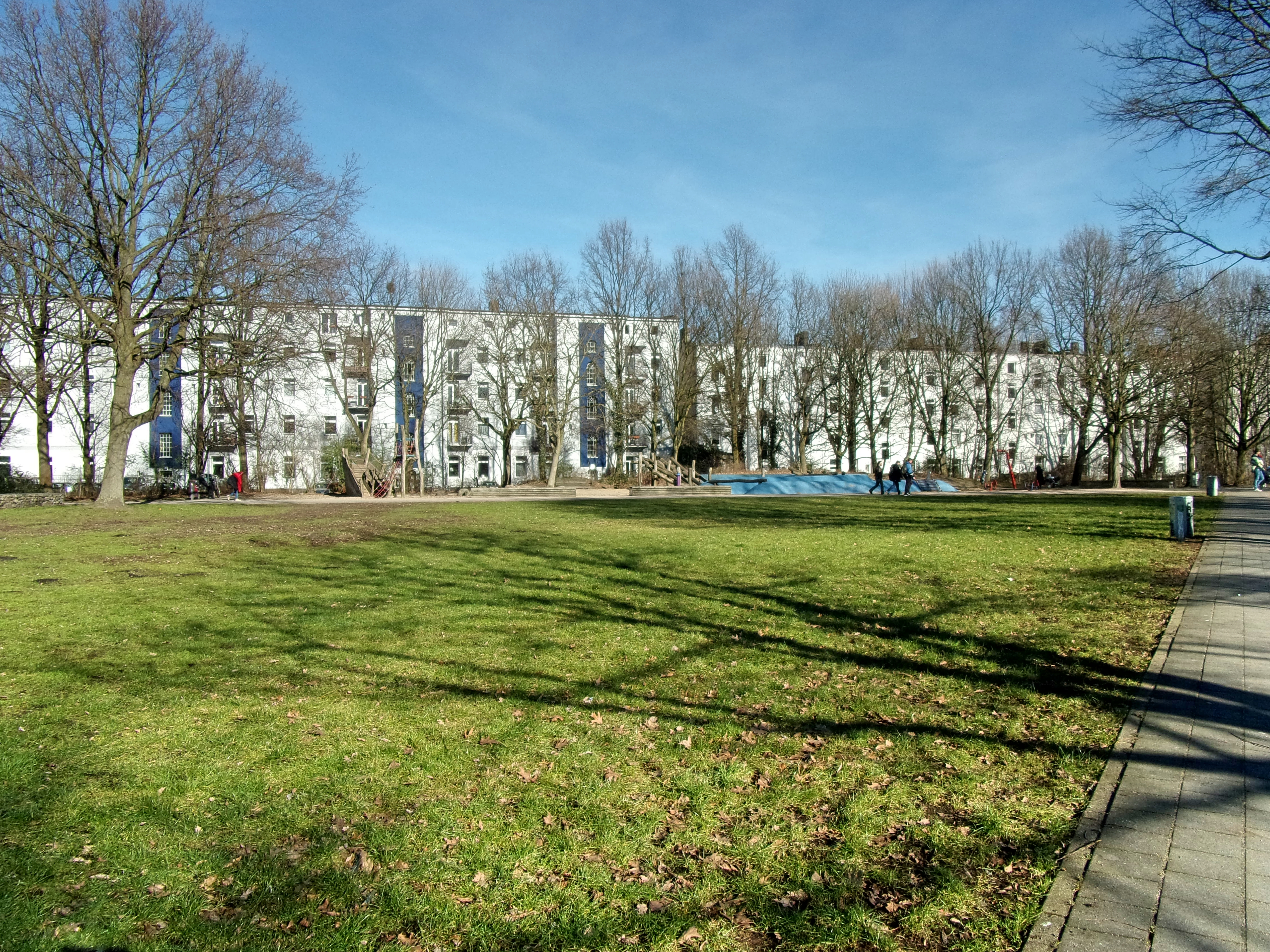
Kleinkindbereich parallel zur Fährstraße, davor die zentrale Wiese
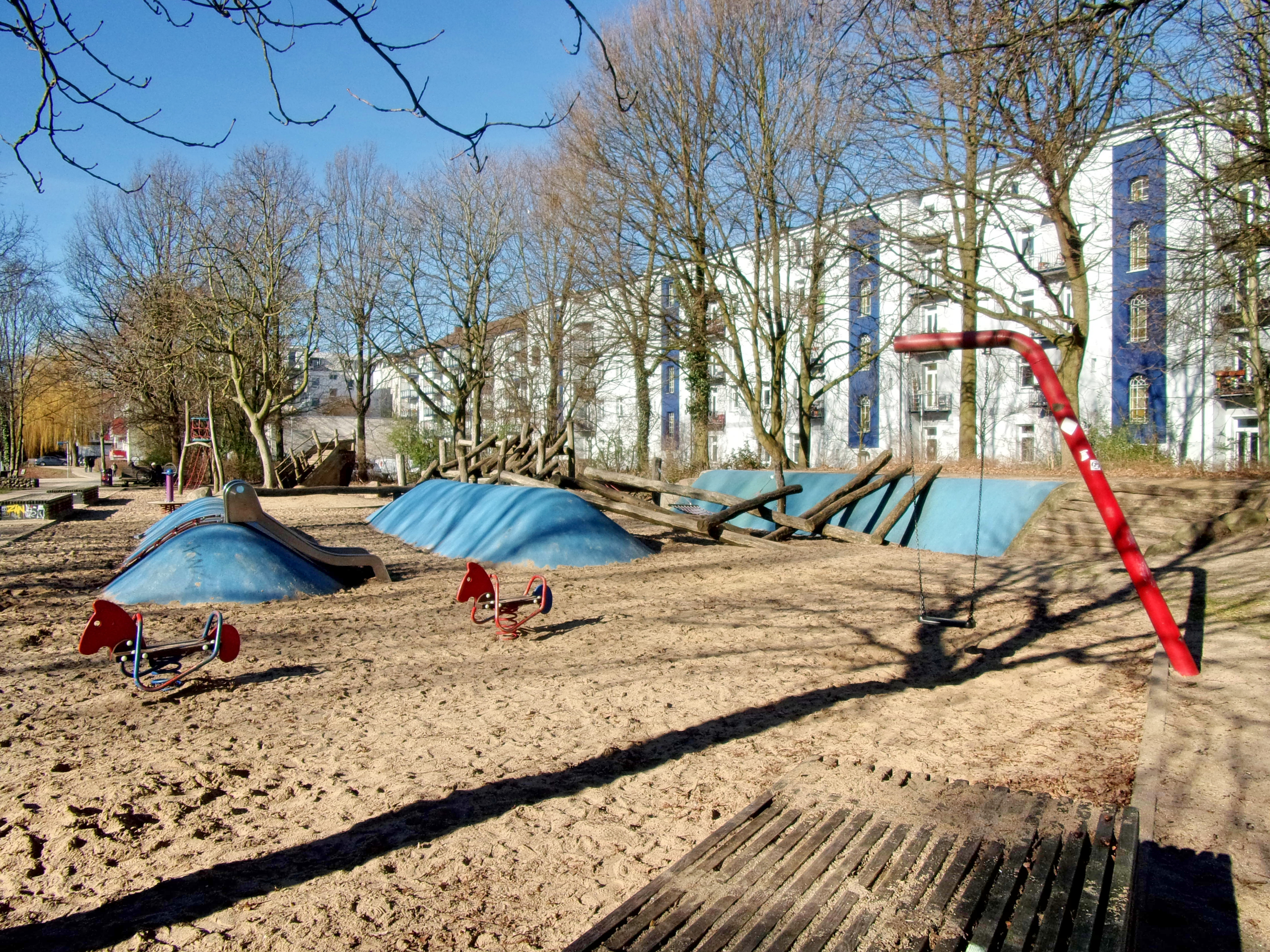
Hellblaue Wellen mit Treibholz zum Balancieren
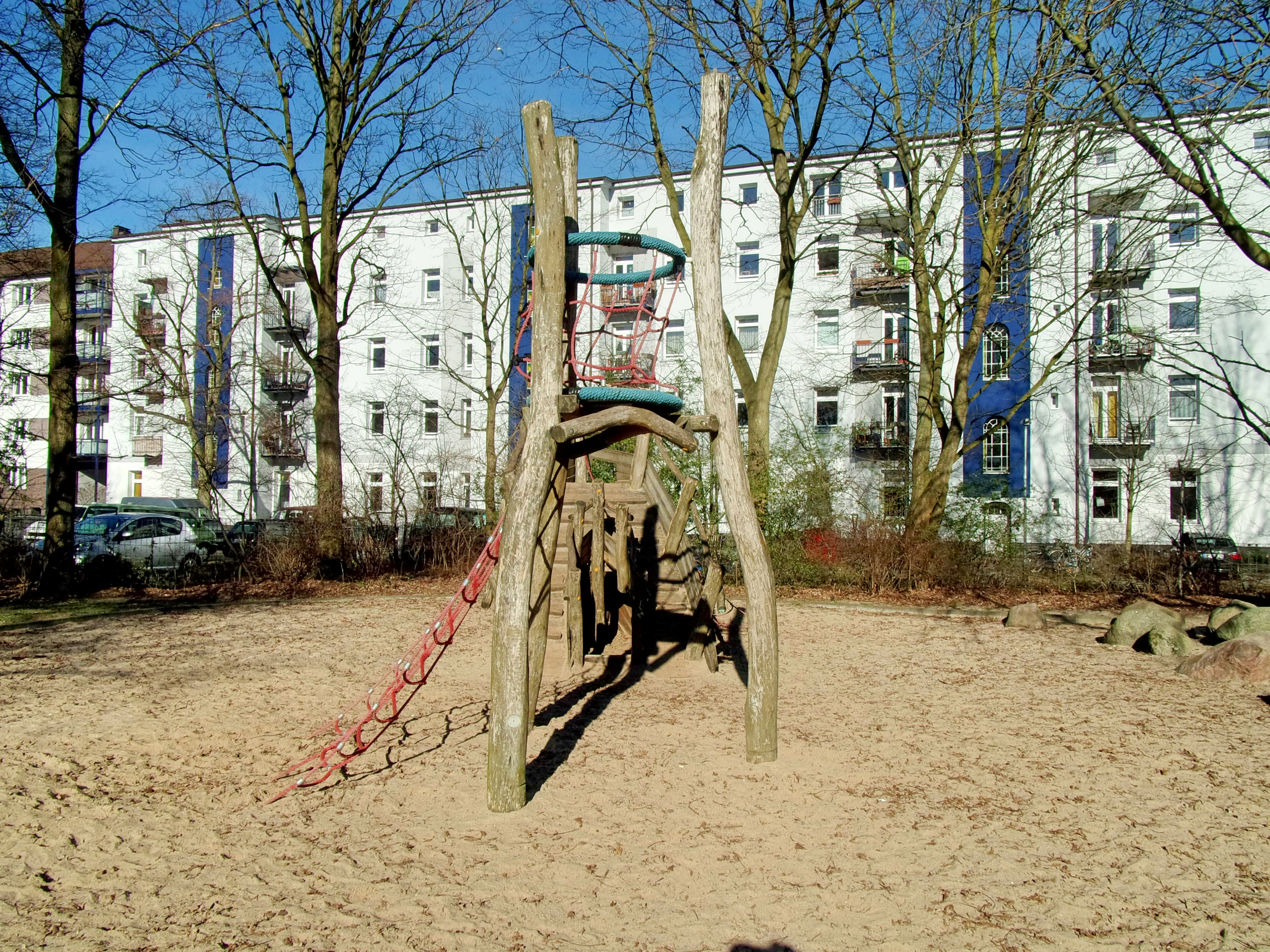
Maritime Klettergeräte Bug und Mastkorb
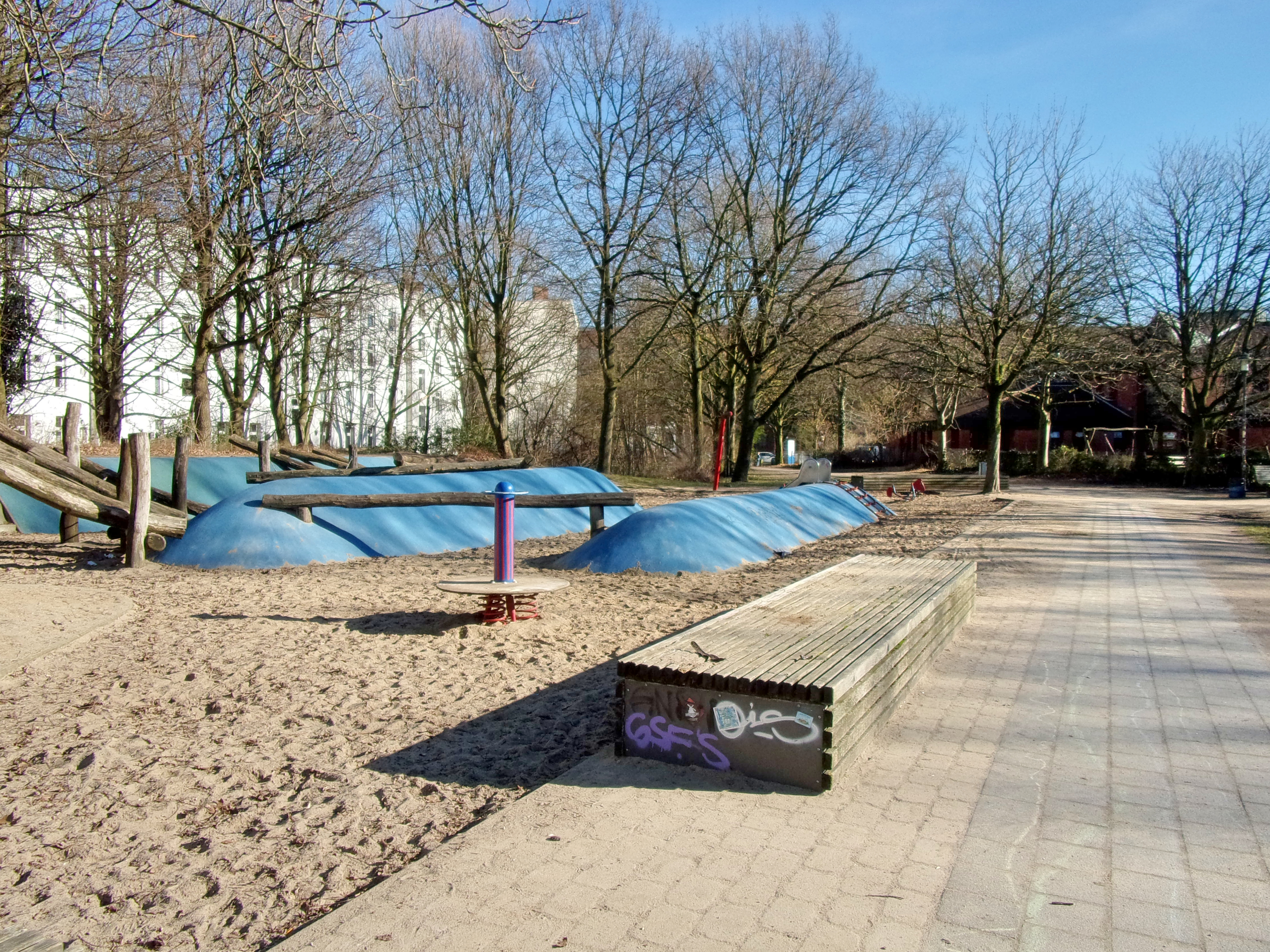
Sandkiste mit maritimen Motiven wie Wellen und Treibholz
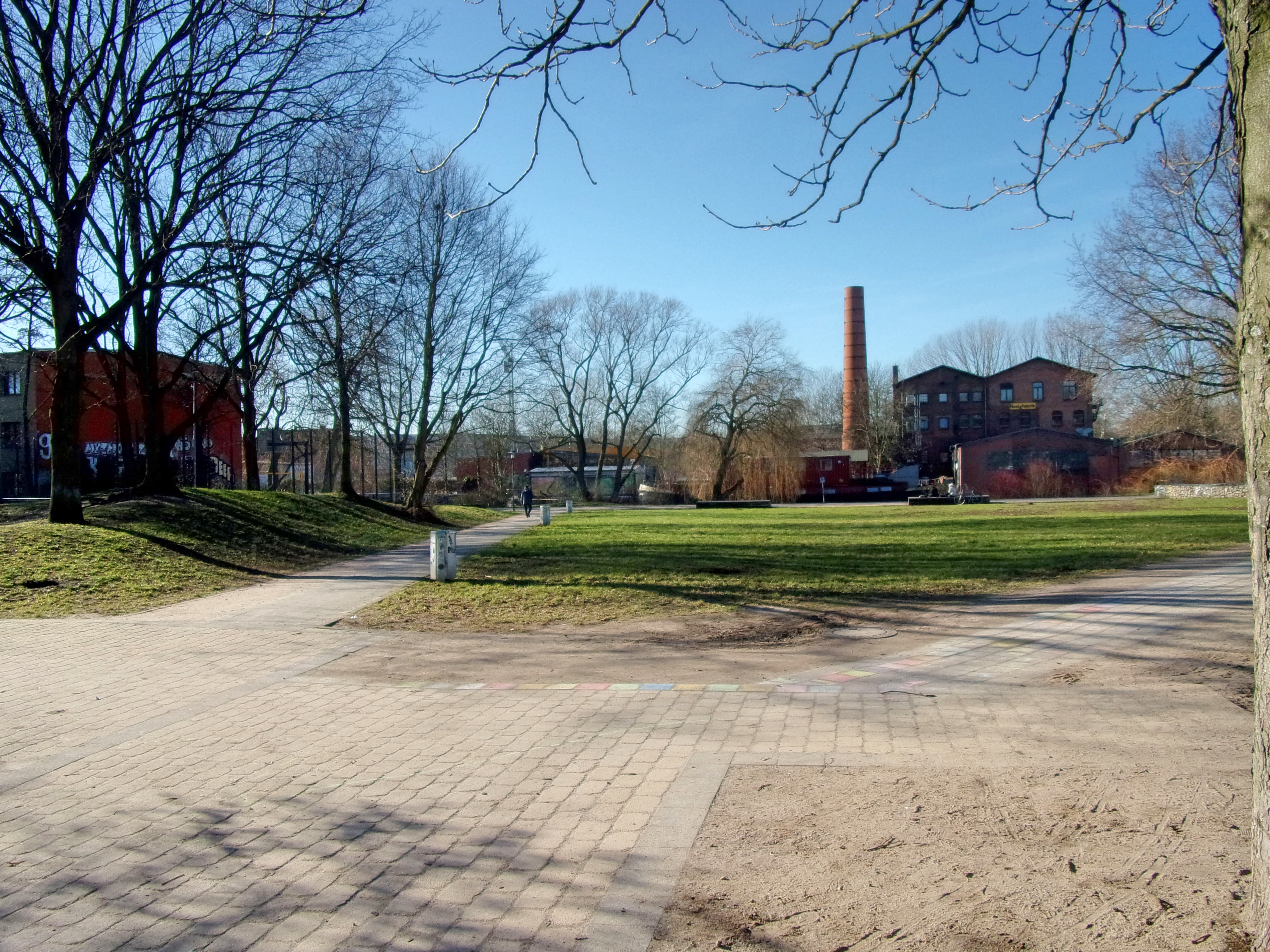
Blick auf das Kulturzentrum Honigfabrik
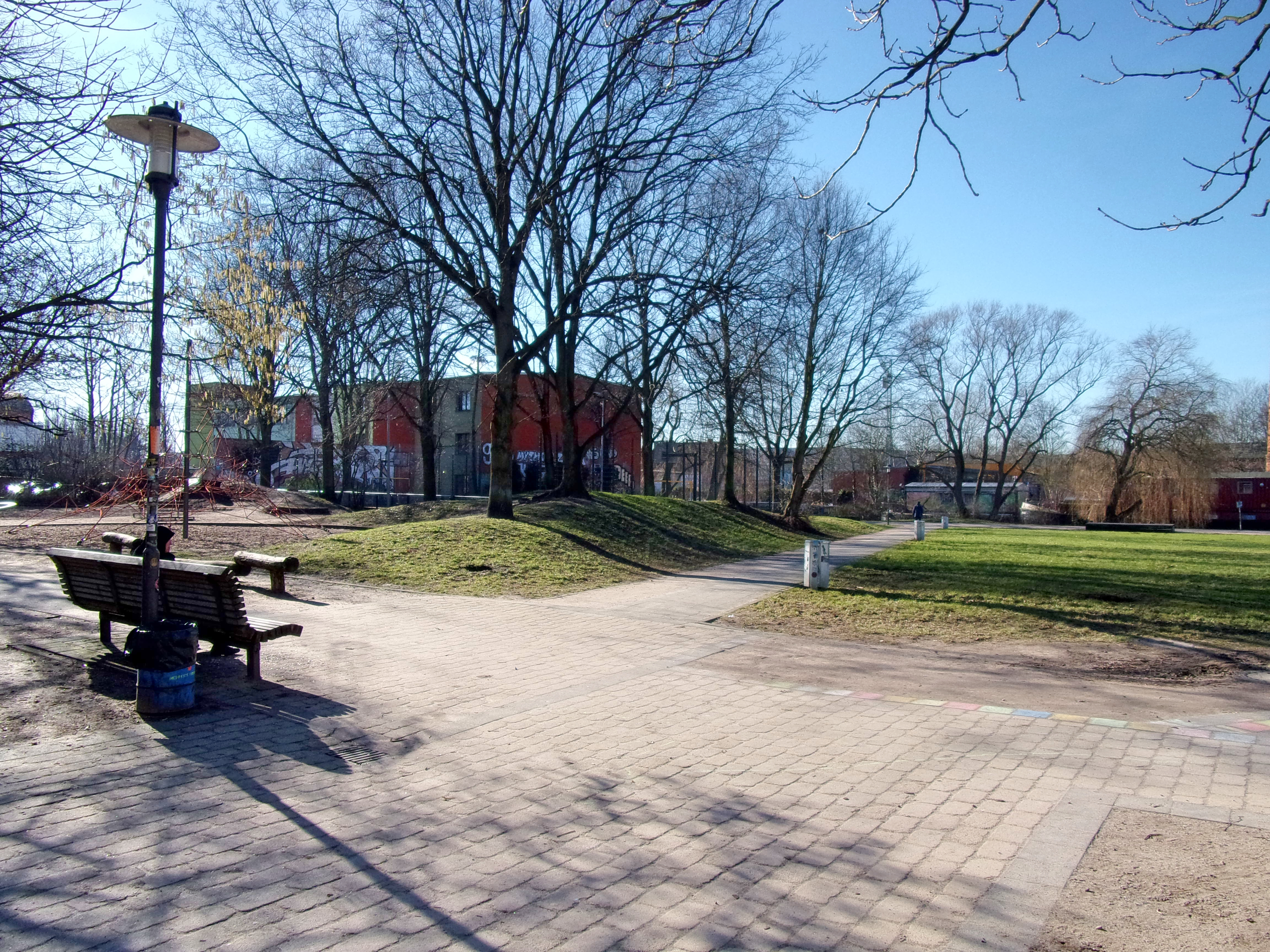
Wege, Bäume, Bänke und Kletternetz